# Lappula drobovii
Lappula drobovii är en strävbladig växtart som först beskrevs av M. Pop., och fick sitt nu gällande namn av M. Pop., Pavl. och Lipschitz, Nevski. Lappula drobovii ingår i släktet piggfrön, och familjen strävbladiga växter. Inga underarter finns listade i Catalogue of Life.